# Ithaca 37
Il fucile a pompa Ithaca 37, è un fucile a canna liscia calibro 12 inventato da John Browning e John Pedersen, disegnato e progettato nel 1933 e prodotto nel '37 dalla Ithaca Gun Company. È stato prodotto appositamente per la polizia e per le forze militari, ma viene venduto ai civili come arma da caccia, da difesa e da tiro a segno. La variante con calcio rimosso e canna corta è denominata "stakeout".  

## Storia
La prima variante era il fucile a pompa Remington M17, nel 1931 venne costruito il Remington M31 e il Browning BPS. Nel '37 prese forma il Ithaca 37.